# Núi Jōnen
Núi Jōnen (常念岳  Jōnen-dake) là một trong 100 núi nổi tiếng Nhật Bản, đạt độ cao 2.857 m (9.373 ft). Tọa lạc tại dãy núi Hida, Nhật Bản thuộc quận Nagano và vườn quốc gia Chūbu-Sangaku. Núi có hình tam giác nhìn từ bồn địa Azumi.